# 20 décembre dans les chemins de fer
20 novembre 20 janvier
Chronologies thématiques
- Croisades
- Sports
- Disney

Cette page concerne les événements qui se sont déroulés un 20 décembre dans les chemins de fer.

## Événements

### XIXesiècle
- 1875.  France :   Mise en service de la ligne Nexon - Brive.

### XXesiècle
- 1995.  France :   Loïk Le Floch-Prigent est nommé président de la SNCF.